# Deutsche Bundespost
Pour les articles homonymes, voir Deutsche Post (homonymie) et DBP.

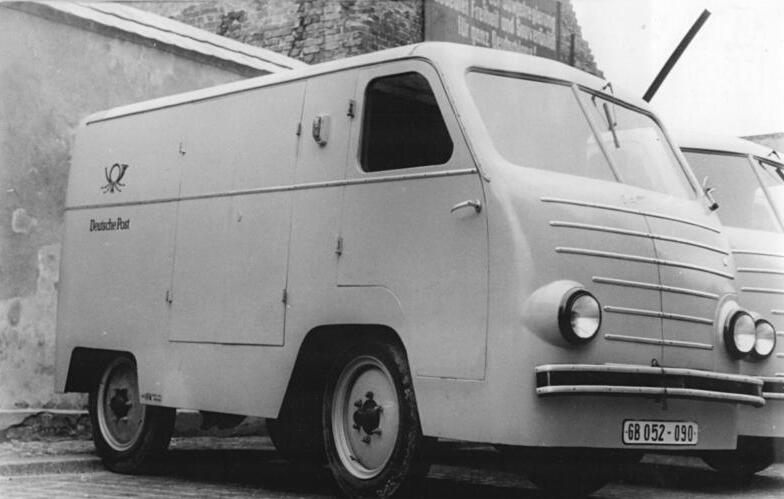
Les camionnettes de la Deutsche Post en 1953

La Deutsche Bundespost (DBP) était l’établissement de service postal allemand. Elle remplaça la Deutsche Reichspost en 1947 et fut une société d'état jusqu’en 1989.

## Histoire

### La scission
Entre 1947 et 1950 elle s’appela Deutsche Post avant sa division entre les quatre zones (3 occidentales à l'Ouest, 1 soviétique à l'Est) d’occupation remplaçant l'ancien Reich allemand ; de 1950 à 1989, l’administration de l’État est-allemand conservera le simple nom Deutsche Post existant.

### La réforme par division
La première réforme du service des postes est entrée en vigueur le 1er juillet 1989. La Bundespost fut découpée en trois entreprises publiques :
- Deutsche Bundespost Postbank pour la banque postale et ses services financiers
- Deutsche Bundespost Telekom pour les communications électroniques
- Deutsche Bundespost Postdienst pour le service postal fédéral

Ce découpage s'accompagne, quelques mois plus tard, d'une fusion avec l’ancienne Deutsche Post issue de l’administration est-allemande, lors du processus de réunification allemande, institution qui disparut en même temps que les trois structures de la Deutsche Bundespost : cela permit de réorganiser les services postaux au niveau de l'ensemble de l’Allemagne, zone est et ouest confondues.

### La séparation et la privatisation
La première réforme du service des postes est entrée en vigueur le 1er janvier 1995 avec le lancement des privatisations des entreprises publiques désormais organisées sur tout le territoire :
- la Deutsche Postbank AG devenant une banque normale fonctionnant immédiatement dans le secteur concurrentiel ;
- la Deutsche Telekom AG devenant l’opérateur de télécommunications historique allemand (qui devra aussitôt s’ouvrir à la concurrence) ;
- la Deutsche Post AG pour la société de service postal (plus récemment soumise à la concurrence).